# V.League 1 2021
Die V.League 1 2021, aus Sponsorengründen auch als LS V.League 1 bekannt, war die 38. Spielzeit der höchsten vietnamesischen Fußballliga seit der offiziellen Einführung im Jahr 1980. Die Liga startete am 15. Januar 2021 und sollte am 19. September 2021 beendet sein. Titelverteidiger war der Viettel FC.
Die Saison wurde am 6. Mai 2021 wegen eines Ausbruchs der Delta-Variante des Coronavirus im Land zum dritten Mal unterbrochen. Nach einem Treffen mit allen Mannschaften wurde die Saison am 21. August offiziell abgebrochen, ohne dass ein Meister ermittelt wurde. Ebenfalls gab es keine Absteiger.

## Mannschaften
| Mannschaft           | Standort          | Stadion              | Kapazitäz |
| -------------------- | ----------------- | -------------------- | --------- |
| Becamex Bình Dương   | Thủ Dầu Một       | Gò-Đậu-Stadion       | 18.250    |
| FC Thanh Hóa         | Thanh Hóa         | Thanh Hoa Stadium    | 12.000    |
| Hải Phòng FC         | Hải Phòng         | Lạch Tray Stadium    | 25.000    |
| Hà Nội FC            | Hanoi             | Hàng-Đẫy-Stadion     | 22.500    |
| Hoàng Anh Gia Lai    | Pleiku            | Pleiku Stadium       | 12.000    |
| Hồ Chí Minh City FC  | Ho-Chi-Minh-Stadt | Thống Nhất Stadium   | 25.000    |
| Hồng Lĩnh Hà Tĩnh FC | Hà Tĩnh           | Hà Tĩnh Stadium      | 22.000    |
| Nam Định FC          | Nam Định          | Thiên Trường Stadium | 20.000    |
| Sài Gòn FC           | Ho Chi Minh Stadt | Thống Nhất Stadium   | 25.000    |
| SHB Đà Nẵng          | Da Nang           | Hòa Xuân Stadium     | 20.000    |
| Sông Lam Nghệ An     | Vinh              | Vinh Stadium         | 18.000    |
| Than Quảng Ninh FC   | Cẩm Phả           | Cẩm Phả Stadium      | 20.000    |
| Bình Định FC         | Quy Nhơn          | Quy Nhơn Stadium     | 20.000    |
| Viettel FC           | Hanoi             | Hàng-Đẫy-Stadion     | 22.500    |

- Absteiger aus der V.League 1 2020: Quảng Nam FC
- Aufsteiger aus der V. League 2 2020: Bình Định FC

## Personal
| Mannschaft           | Trainer            | Mannschaftskapitän |
| -------------------- | ------------------ | ------------------ |
| Becamex Bình Dương   | Phan Thanh Hùng    | Pape Omar Fayé     |
| FC Thanh Hóa         | Ljupko Petrović    | Hoàng Đình Tùng    |
| Hải Phòng FC         | Phạm Anh Tuấn      | Andre Fagan        |
| Hà Nội FC            | Chu Đình Nghiêm    | Nguyễn Văn Quyết   |
| Hoàng Anh Gia Lai    | Kiatisuk Senamuang | Lương Xuân Trường  |
| Hồ Chí Minh City FC  | Alexandré Pölking  | Sầm Ngọc Đức       |
| Hồng Lĩnh Hà Tĩnh FC | Phạm Minh Đức      | Trần Phi Sơn       |
| Nam Định FC          | Nguyễn Văn Sỹ      | Lâm Anh Quang      |
| Sài Gòn FC           | Vũ Tiến Thành      | Daisuke Matsui     |
| SHB Đà Nẵng          | Lê Huỳnh Đức       | Đặng Anh Tuấn      |
| Sông Lam Nghệ An     | Ngô Quang Trường   | Hoàng Văn Khánh    |
| Than Quảng Ninh FC   | Hoàng Thọ          | Phạm Nguyên Sa     |
| Bình Định FC         | Nguyễn Đức Thắng   | Bùi Văn Hiếu       |
| Viettel FC           | Trương Việt Hoàng  | Bùi Tiến Dũng      |

## Ausländische Spieler
| Mannschaft           | Spieler 1       | Spieler 2           | Spieler 3              | AFC Spieler          | Eingebürgerte Spieler  | Ehemalige Spieler                    |
| -------------------- | --------------- | ------------------- | ---------------------- | -------------------- | ---------------------- | ------------------------------------ |
| Becamex Bình Dương   | Ali Rabo        | Pape Omar Fayé      | Victor Mansaray        |                      |                        |                                      |
| FC Thanh Hóa         | Zé Paulo        | Gramoz Kurtaj       | Louis Epassi Ewonde    |                      | Hoàng Vũ Samson        | Chevaughn Walsh                      |
| Hải Phòng FC         | Joseph Mpande   | Jermie Dwayne Lynch | Andre Fagan            |                      |                        | Diego                                |
| Hà Nội FC            | Geovane Magno   | Moses Oloya         | Bruno Cantanhede       |                      |                        |                                      |
| Hoàng Anh Gia Lai    | Damir Memović   | Washington Brandão  | Kim Dong-su            |                      | Nguyễn Trung Đại Dương |                                      |
| Hồ Chí Minh City FC  | João Paulo      | Brendon             | Patrick Leonardo       |                      | Lee Nguyen             | Papé Diakité Dário Jr. Junior Barros |
| Hồng Lĩnh Hà Tĩnh FC | Chevaughn Walsh | Ismahil Akinade     | Kester Kelly Oahimijie |                      |                        | Claudecir                            |
| Nam Định FC          | Rodrigo Dias    | Wesley              | Oussou Konan           |                      |                        | Gramoz Kurtaj                        |
| Sài Gòn FC           | Thiago Papel    | Daisuke Matsui      | Papa Ibou Kébé         | Papé Diakité         | Gastón Merlo           | Hiroyuki Takasaki Woo Sang-ho        |
| SHB Đà Nẵng          | Janclesio       | Rafaelson           |                        |                      |                        | Hedipo Papa Ibou Kébé Claudecir      |
| Sông Lam Nghệ An     | Felipe Martins  | Peter Onyekachi     |                        |                      |                        | Igor Jelić Bruno Henrique            |
| Than Quảng Ninh FC   | Gustavo         | Eydison             | Diogo Pereira          |                      | Geoffrey Kizito        | Patrick Leonardo                     |
| Bình Định FC         | Hêndrio Araújo  | Rimario Gordon      | Ahn Byung-keon         |                      |                        |                                      |
| Viettel FC           | Pedro Paulo     | Bruno Matos         | Caíque                 | Jahongir Abdumominov |                        | Luizão                               |

## Tabelle
| Pl.                | Verein                  | Sp. | S | U | N | Tore    | Diff. | Punkte |
| ------------------ | ----------------------- | --- | - | - | - | ------- | ----- | ------ |
| 1.                 | Hoàng Anh Gia Lai       | 12  | 9 | 2 | 1 | 023:900 | +14   | 29     |
| 2.                 | Viettel FC (M)          | 12  | 8 | 2 | 2 | 016:900 | +7    | 26     |
| 3.                 | Than Quảng Ninh FC      | 12  | 6 | 1 | 5 | 012:110 | +1    | 19     |
| 4.                 | Nam Dinh FC             | 12  | 6 | 0 | 6 | 023:210 | +2    | 18     |
| 5.                 | FC Thanh Hóa            | 12  | 5 | 2 | 5 | 018:150 | +3    | 17     |
| 6.                 | Becamex Bình Dương      | 12  | 5 | 2 | 5 | 014:170 | −3    | 17     |
| 7.                 | Hà Nội FC (P) (SP)      | 12  | 5 | 1 | 6 | 017:140 | +3    | 16     |
| 8.                 | Topenland Binh Dinh (N) | 12  | 4 | 4 | 4 | 010:900 | +1    | 16     |
| 9.                 | SHB Đà Nẵng             | 12  | 5 | 1 | 6 | 011:110 | ±0    | 16     |
| 10.                | Hồng Lĩnh Hà Tĩnh FC    | 12  | 4 | 3 | 5 | 016:170 | −1    | 15     |
| 11.                | Hồ Chí Minh City FC     | 12  | 4 | 2 | 6 | 014:170 | −3    | 14     |
| 12.                | Hải Phòng FC            | 12  | 4 | 2 | 6 | 007:150 | −8    | 14     |
| 13.                | Sài Gòn FC              | 12  | 4 | 1 | 7 | 006:140 | −8    | 13     |
| 14.                | Sông Lam Nghệ An        | 12  | 3 | 1 | 8 | 007:150 | −8    | 10     |
| Stand: August 2021 |                         |     |   |   |   |         |       |        |

| Nach Ende der regulären Saison |                                               |
| Qualifikation für die Gruppenphase der AFC Champions League 2022 Qualifikation für die Gruppenphase des AFC Cup 2022 Nach Abbruch wurde der Verein zurückgezogen |                                               |
| Zum Saisonende 2020: |                                               |
| (M) | Amtierender Meister: Viettel FC               |
| (P) | Amtierender Pokalsieger: Hà Nội FC            |
| (SP) | Amtierender Superpokalsieger: Hà Nội FC       |
| (N) | Aufsteiger aus der zweiten Liga: Binh Dinh FC |

## Beste Torschützen
Stand: Saisonende 2021
| Platz | Spieler            | Mannschaft          | Tore |
| ----- | ------------------ | ------------------- | ---- |
| 1.    | Nguyen Van Toan    | Hoàng Anh Gia Lai   | 7    |
| 1.    | Oussou Konan       | Nam Dinh FC         | 7    |
| 1.    | Rodrigo Dias       | Nam Định FC         | 7    |
| 4.    | Eydison            | Than Quảng Ninh FC  | 6    |
| 4.    | Geovane            | Hà Nội FC           | 6    |
| 4.    | Nguyễn Công Phượng | Hoàng Anh Gia Lai   | 6    |
| 4.    | Nguyen Tien Linh   | Becamex Bình Dương  | 6    |
| 4.    | Rafaelson          | SHB Đà Nẵng         | 6    |
| 9.    | Lee Nguyen         | Hồ Chí Minh City FC | 5    |
| 9.    | Phan Van Duc       | Sông Lam Nghệ An    | 5    |

## Hattricks
Stand: Saisonende 2021
| Spieler          | Mannschaft         | Gegnerische Mannschaft | Ergebnis | Datum         |
| ---------------- | ------------------ | ---------------------- | -------- | ------------- |
| Rafaelson        | SHB Đà Nẵng        | FC Thanh Hóa           | 1:3 (A)  | 29. März 2021 |
| Nguyen Tien Linh | Becamex Bình Dương | Nam Dinh FC            | 4:3 (H)  | 8. April 2021 |

## Ausrüster und Sponsor
| Mannschaft           | Ausrüster                  | Sponsor                             |
| -------------------- | -------------------------- | ----------------------------------- |
| Becamex Bình Dương   | Kamito                     | Becamex IDC                         |
| FC Thanh Hóa         | Jogarbola                  | Dong A Group                        |
| Hải Phòng FC         | Jogarbola                  |                                     |
| Hà Nội FC            | Jogarbola                  | T&T Group, Gạo A An                 |
| Hoàng Anh Gia Lai    | Mizuno                     | Red Bull                            |
| Hồ Chí Minh City FC  | Kelme                      | Cityland                            |
| Hồng Lĩnh Hà Tĩnh FC | Kelme                      | Caslaquartz                         |
| Nam Định FC          | Kelme                      | Dược Nam Hà                         |
| Sài Gòn FC           | Weare1                     | Saigon Commercial Bank (SCB), Eneos |
| SHB Đà Nẵng          | Kamito                     | Saigon—Hanoi Bank (SHB)             |
| Sông Lam Nghệ An     | Mitre Sports International | TH True Milk                        |
| Than Quảng Ninh FC   | Joma                       | Vinacomin                           |
| Bình Định FC         | Kamito                     | Topenland                           |
| Viettel FC           | FBT                        | Viettel                             |